# 鹿内博
鹿内 博（しかない ひろし、1948年3月4日 - ）は、日本の政治家。青森県議会議員（7期）元青森県青森市長（2期）。青森市議会議員（3期）を務めた。

## 概要
青森県青森市生まれ。青森市立原別中学校、青森県立青森高等学校卒業。高校卒業後、株式会社信行商会、青森県新生活協議会に勤務した後、1976年から1981年まで青森市社会教育委員を務める。1973年、1977年に青森市議会議員選挙に出馬するも落選し、1981年の青森市議選で初当選を果たした。1991年、青森県議会議員選挙に鞍替えし、当選。青森県議を5期務める。
2009年4月19日に行われた青森市長選挙に社会民主党・日本共産党の支持を受けて無所属で出馬。6期目（現青森市は新設合併で発足しているため、旧市4期・現青森市1期の通算）の当選を目指す現職の佐々木誠造青森市長（自由民主党・公明党支持、連合青森推薦）、元市議の関良ら2候補を破り、初当選した（鹿内：72,401票、佐々木：54,155票、関：13,184票）。
2012年10月7日、10月8日に八甲田丸で上演された「八甲田丸の1700万人（畑澤聖悟）」にゲスト出演。
2013年4月の青森市長選挙で、自民党・公明党推薦の元青森県副知事を破り再選。
2016年6月29日、アウガを経営する第三セクター青森駅前再開発ビルが経営破綻状態となった責任を取り、辞任することを明らかにした。10月31日、市長辞職。11月27日に行われた青森市長選挙で元県議の渋谷哲一を支援するが、渋谷は落選した。
2019年4月7日に行われる青森県議会議員選挙において青森市選挙区に無所属で出馬し、投開票の結果14961票を集め県議会議員に復帰した。

## 政策・主張
- 2015年4月30日、青森市がJR東日本と進めているJR青森駅周辺整備事業を約2年間中断し、財源確保に努めた上で実施時期を検討する方針案を明らかにした[8]。
- 全国の市区町村長ら約110人でつくる「脱原発をめざす首長会議」のメンバーに、青森県内では唯一名を連ねる。県議時代には、使用済み核燃料再処理工場（青森県六ヶ所村）の着工に反対しハンストも行っている[9]。
- 2015年6月7日実施の青森県知事選において、核燃料サイクル政策の廃止などを掲げる新人候補の支援を表明した[9]。
- 同年7月7日、経営不振の第三セクター「青森駅前再開発ビル」の株主総会と取締役会が開かれ、鹿内は会長に就任した。取締役6人のうち、4人が市役所関係者となった[10]。